# Anaitz Arbilla
Anaitz Arbilla Zabala (ur. 15 maja 1987 w Pampelunie) – hiszpański piłkarz występujący na pozycji obrońcy w SD Eibar.